# العلاقات الكويتية الكندية
العلاقات الكويتية الكندية هي العلاقات الثنائية التي تجمع بين الكويت وكندا.

## مقارنة بين البلدين
هذه مقارنة عامة ومرجعية للدولتين:
| وجه المقارنة                                              | الكويت        | كندا                     |
| --------------------------------------------------------- | ------------- | ------------------------ |
| المساحة (كم2)                                             | 17.82 ألف     | 9.98 مليون               |
| عدد السكان (نسمة)                                         | 4.14 مليون    | 35.70 مليون              |
| الكثافة السكانية (ن./كم²)                                 | 232.32        | 3.58                     |
| العاصمة                                                   | مدينة الكويت  | أوتاوا                   |
| اللغة الرسمية                                             | اللغة العربية | لغة إنجليزية، لغة فرنسية |
| العملة                                                    | دينار كويتي   | دولار كندي               |
| الناتج المحلي الإجمالي (بليون دولار)                      | 120.13 مليار  | 1.65 تريليون             |
| الناتج المحلي الإجمالي (تعادل القوة الشرائية) بليون دولار | 290.53 مليار  | 1.59 تريليون             |
| الناتج المحلي الإجمالي الاسمي للفرد دولار أمريكي          | 29.30 ألف     | 43.25 ألف                |
| الناتج المحلي الإجمالي للفرد دولار أمريكي                 | 73.25 ألف     | 45.07 ألف                |
| مؤشر التنمية البشرية                                      | 0.816         | 0.913                    |
| رمز المكالمات الدولي                                      | +965          | +1                       |
| رمز الإنترنت                                              | .kw           | .ca                      |
| المنطقة الزمنية                                           | ت ع م+03:00   |                          |

## منظمات دولية مشتركة
يشترك البلدان في عضوية مجموعة من المنظمات الدولية، منها:
| علم المنظمة | اسم المنظمة                               | تاريخ انضمام الكويت | تاريخ انضمام كندا |
| ----------- | ----------------------------------------- | ------------------- | ----------------- |
|             | مؤسسة التنمية الدولية                     | 13 سبتمبر 1962      | 24 سبتمبر 1960    |
|             | البنك الإفريقي للتنمية                    | ?                   | ?                 |
|             | المنظمة الهيدروغرافية الدولية             | ?                   | ?                 |
|             | مؤسسة التمويل الدولية                     | 13 سبتمبر 1962      | 20 يوليو 1956     |
|             | منظمة حظر الأسلحة الكيميائية              | ?                   | ?                 |
|             | يونسكو                                    | 18 نوفمبر 1960      | 4 نوفمبر 1946     |
|             | الأمم المتحدة                             | 14 مايو 1963        | 9 نوفمبر 1945     |
|             | الاتحاد الدولي للاتصالات                  | 14 أغسطس 1959       | 1 يوليو 1908      |
|             | منظمة الشرطة الجنائية الدولية             | ?                   | ?                 |
|             | البنك الدولي للإنشاء والتعمير             | 13 سبتمبر 1962      | 27 ديسمبر 1945    |
|             | الاتحاد البريدي العالمي                   | ?                   | ?                 |
|             | المركز الدولي لتسوية المنازعات الاستشارية | 4 مارس 1979         | 1 ديسمبر 2013     |
|             | وكالة ضمان الاستثمار متعدد الأطراف        | 12 أبريل 1988       | 12 أبريل 1988     |
|             | منظمة التجارة العالمية                    | ?                   | ?                 |

## أعلام
هذه قائمة لبعض الشخصيات التي تربطها علاقات بالبلدين:
- جيمس جورج (دبلوماسي كندي، 14 سبتمبر 1918 – )
- كينيث د. تايلور (دبلوماسي كندي، 5 أكتوبر 1934 – 15 أكتوبر 2015[20])

## وصلات خارجية
- موقع وزارة الخارجية الكويتية
- موقع وزارة الخارجية الكندية